# كايدو
كايدو وعرف بالصينية باسم هايدو هو حفيد الخاقان المغولي أوقطاي خان وابن عم الخاقان قوبلاي خان، ولد في حوالي سنة 1230 في قراقورم، أصبح خان خانية جغتاي وحكم منطقة سنجان ووسط آسيا، عادى ابن عمه قوبلاي خان ألذي أسس سلالة يوان في الصين وبقيا يواجهان بعضهما حتى توفي في سنة 1301. تكلم عنه الرحالة ماركو بولو وذكر يأته كان يستقر في مدينة ياركند، وقد تكلم أيضا عن ابنته خوتولون التي رفضت الزواج والتي اشترطت على ان يقوم زوجها بهزيمتها في المصارعة قبل ان يتزوجها. قام مؤلف المانغا الياباني إيتشيرو أودا بأخذ شخصية كايدو ليجعله أحد الخصوم الرئيسيين في مانغا وأنمي ون بيس.